# Agustín Santateresa Dolz
Agustín Santateresa Dolz (El Cabanyal, 9 de febrer de 1915 - 27 d'abril de 1979) va ser un futbolista valencià, considerat un one-club man del Llevant UE. Entre els aficionats al futbol valencians va provocar el naixement de l'expressió Bombeja Agustinet!.

## Biografia
Futbolista del Llevant FC des de la dècada del 1930, va formar part de l'equip que va guanyar el Campionat Super-Regional de la temporada 1934-1935, i que va arribar a semifinals de la Copa de la República el 1935. En la Copa Espanya Lliure de 1937, feu la passada de gol que en el minut 78 va decidir la final a favor del Llevant. Durant la Guerra Civil Espanyola va ser reclutat per la República, combatent al Front de Terol en el moment de la final de copa, i al final de la contesa va ser retingut en un camp de concentració franquista.
Quan el Llevant FC es fusiona per a crear el Llevant UE, Dolz continua en la disciplina de l'equip. Es retiraria el 1952.